# Мокронос (Великопольське воєводство)
Мокронос (пол. Mokronos, нім. Mokronos) — село в Польщі, у гміні Козьмін-Велькопольський Кротошинського повіту Великопольського воєводства.
Населення — 353 особи (2011).
У 1975-1998 роках село належало до Каліського воєводства.

## Демографія
Демографічна структура станом на 31 березня 2011 року:
|          | Загалом | Допрацездатний вік | Працездатний вік | Постпрацездатний вік |
| -------- | ------- | ------------------ | ---------------- | -------------------- |
| Чоловіки | 171     | 30                 | 124              | 17                   |
| Жінки    | 182     | 42                 | 97               | 43                   |
| Разом    | 353     | 72                 | 221              | 60                   |